# Умотина
Умотина (Barbados, Umotína, Umutina) — недавно исчезнувший язык, который раньше был распространён в штате Мату-Гросу, около реки Парагвай, в Бразилии. Это был один из немногих языков в мире, в котором присутствовали лингволабиальные согласные. В настоящее время носители умотина говорят на португальском языке.